# テヘラン
テヘラン（ペルシア語: تهران  ; Tehrān  発音/teɦˈrɒːn/、英語: Tehran; 漢字：丁蘭）は、イランの首都であり、同国最大の都市。テヘラン州の州都。
人口869万人、都市圏人口は1,367万人であり、世界有数の大都市圏を形成している。

## 概要
テヘランは、イランの文化的中心でもあり、多数の博物館、美術館、宮殿、文化センター、高等教育機関を擁する。宗教的中心でもあり、イスラム教のモスクのみならず、キリスト教の教会やユダヤ教のシナゴーグも各所にみられる。住民の大多数はシーア派イスラム教徒。20世紀から21世紀にかけて、イラン各地から大量の人口流入があり人口が急増した。
テヘランの住民は、ペルシア人が大多数を占めている。他にはアゼルバイジャン人、アルメニア人、ユダヤ人などもいる。住民の98.3%はペルシア語を話す。イランの主要民族構成は、ペルシア人（51%）、アーゼリ人（25%）、クルド人（7%）、アラブ人（4%）である。
テヘランの風景

## 地理

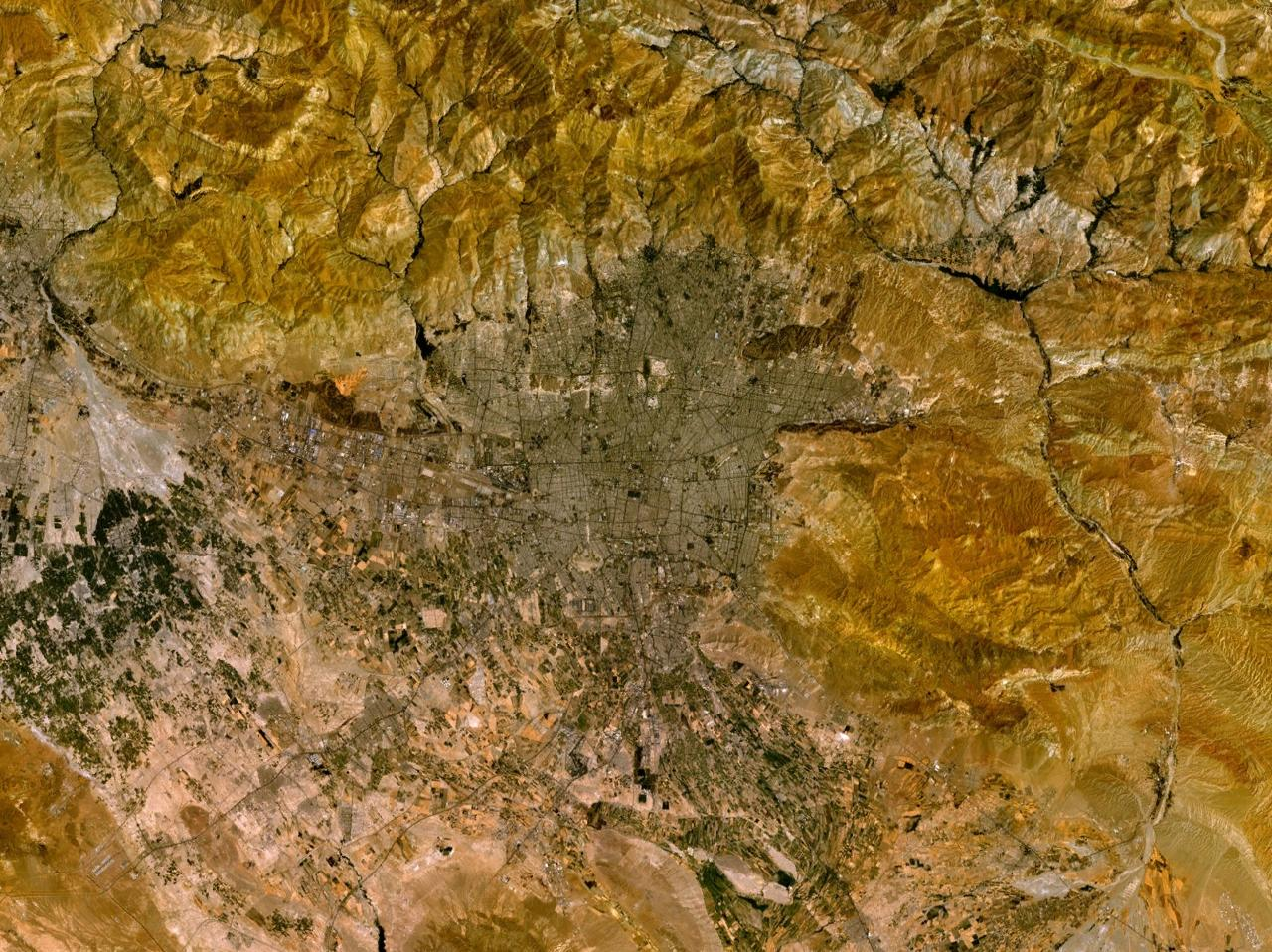
テヘランの人工衛星写真。周辺領域も含めると東西40km、南北30kmの範囲に都市が広がっている

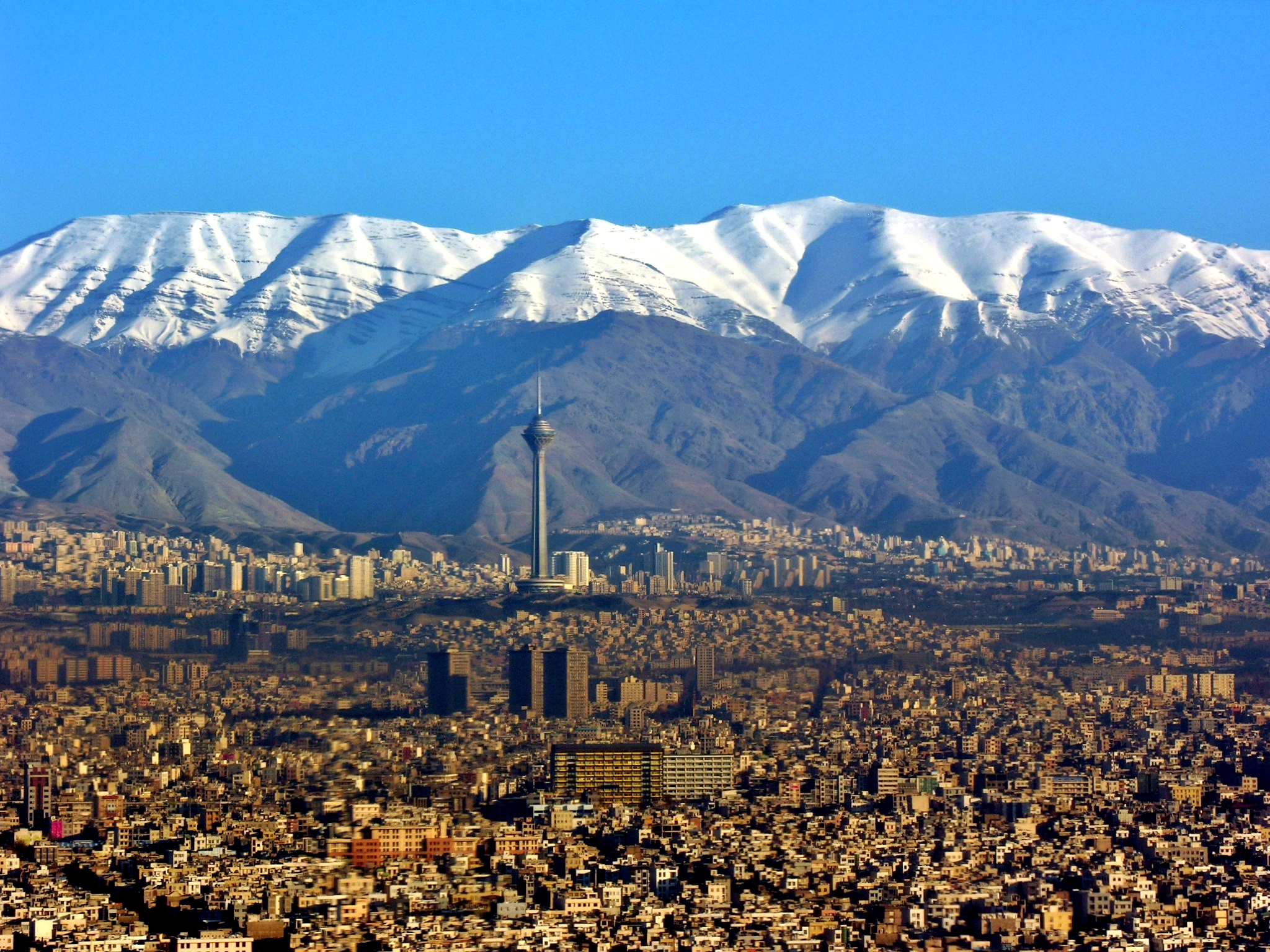
テヘラン市街地

### 地勢

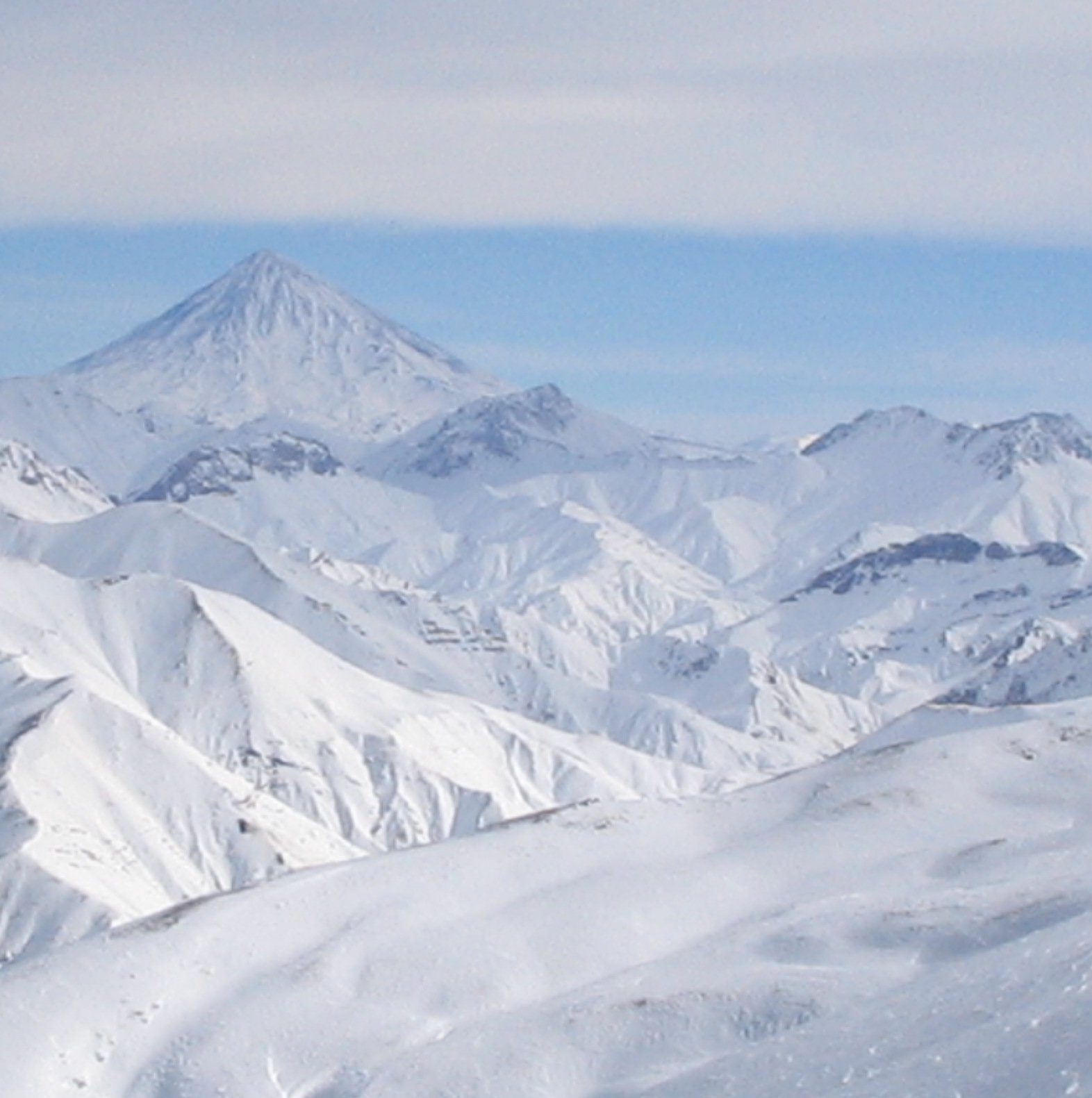
市の北部、ディジンスキー場から見たダマーヴァンド山

イラン高原の北西部の、標高1200 mほどの地点にある。北部にアルボルズ山脈がそびえ、同山脈およびイランの最高峰であるダマーヴァンド山から南西に66kmはなれた山麓に位置する。南には中央砂漠が広がっている。テヘランはアルボルズ山脈からの扇状地の先端に位置する。山脈と扇状地の境界付近に北テヘラン断層、更にその北にはモシャ断層が分布している他、市南部にはレイ断層が分布しており、活断層に囲まれている。
テヘラン市街は中心部を東西に走る大通りであるエンゲラーブ通り（革命前はシャー・レザー通りという名だった）によって南北に分けられる。エンゲラーブ通りは取り壊されたテヘラン旧城壁の北端に位置し、通り以南は旧市街となっている。エンゲラーブ通り以北は行政機関や企業が集中するビジネス中心地区であり、パフレヴィー朝成立以後に開発が進んだ地区である。エンゲラーブ通りに面して北側にはテヘラン大学のキャンパスがあり、通りの西端にあるアーザーディー・タワーは1971年に建てられたテヘランのシンボルであり、上の展望台からは市街が一望できる。エンゲラーブ通りの少し北には1979年に起きたイランアメリカ大使館人質事件の舞台となった旧アメリカ大使館があるが、現在は閉鎖されている。テヘランの北端近く、丘陵のほぼ北端にはパフレヴィー朝時代には夏の離宮として使用されたサーダーバード宮殿があり、現在では宮殿博物館としてここも観光名所となっている。また、北端にはトチャル山へと登る全長3200mのロープウェイがあり、頂上からは市街が一望できる。
これに対し、南部は市の中心であるエマーム・ホメイニー広場や、その南にはかつての商業中心であるバザール、旧城壁の南側にはテヘラン中央駅も存在する。バザールの商業的機能は低下しつつあるが、それでもテヘラン有数の商業地であり、多くの人が訪れる。エマーム・ホメイニー広場とバザールの間にはガージャール朝の王宮であったゴレスターン宮殿があり、現在では王宮博物館として美術品などが展示され、庭園とともに観光客の多く訪れる名所となっている。一方、エマーム・ホメイニー広場から北のエンゲラーブ通りまでの間にはイラン国立博物館や、イラン中央銀行、その中央銀行の地下大金庫内にあるイラン宝石博物館など多くの観光名所が存在する。中でも宝石博物館には、イラン王家の象徴である孔雀の玉座や、182カラットあって世界最大のダイヤモンドの一つであるダルヤーイェ・ヌール、レザー・シャーの王冠や5万1千個の宝石をちりばめた地球儀など、イラン王家の所蔵していた非常に貴重な宝石類が収められている。
テヘランが巨大化するにつれて周辺も市街地化が進むようになったが、都市化は主に北へ向かって進み、南へはそれほど伸びてはいない。これは、標高の高い市の北部のほうが環境がよく、夏の暑熱もしのげるために高級住宅地となっているからである。これに対し、南部は下町となっており、貧富の差によっておおよその住み分けが行われている。テヘランでは地元民は市街北部を「上」、市街南部を「下」と呼ぶ。これはテヘランがアルボルズ山脈の麓にあるため南北に高低差があることに加え、所得水準にも差があるためである（文字通りの「アップタウンとダウンタウン」、「山の手と下町」）。近年では北西部や西部の都市開発も進み、新興住宅街が成立している。
市の南部にはイラン最大の墓地であるベヘシュテ・ザフラー墓地があり、ルーホッラー・ホメイニーの墓廟であるホメイニー廟もここに建設されている。
東京都、アメリカのニューメキシコ州サンタフェと緯度がほぼ一致する。例えば、テヘラン中央駅（北緯35度39分31秒 東経51度23分51秒 / 北緯35.658514度 東経51.397455度）と渋谷駅（北緯35度39分31秒 東経139度42分05秒 / 北緯35.658514度 東経139.70133度）が同緯度にある。但し標高はテヘランの方が遥かに高い。
テヘランの水は、テヘランの北西30km、キャラジ市にあるにあるカラジ・ダムをはじめとするダムに依存している。キャラジ市はこのダムの電力により発展し、テヘラン郊外の工業都市となった。

### 気候
ケッペンの気候区分ではステップ気候(BSk)に属する。冬季は寒く、1981〜2010年平年値での最寒月である1月の平均気温は5.1度、最低気温極値は-21℃にもなる。冬季は降水量も多いため積雪になることもあり、北端の山々はスキー場となっている。一方、夏季は乾燥していて非常に暑く、ほとんど雨は降らない。しかし乾燥しているため、夜間は涼しくなる。最も暑い月である7月の平均気温は31.2度、最高気温極値は42.7度である。
テヘランはイラン国内では気候の穏やかな地域であるが、時折激しい気温の変動に見舞われる。観測史上の最高気温記録は43℃、最低気温記録は−15℃である。2008年の1月5日および6日には、わずかな雪が降った後に大寒波と大雪がテヘランを襲い、1月6日および7日には市評議会の要請を受けて政府は正式に非常事態を表明する事態となった。2005年2月の大雪は市街全域に降り積もり、市の南部では積雪が15cm、市の北部では1mにも及んだ。この時は70便以上のフライトが中止され、また多くの便で遅延が発生した。道路の除雪のために、1万台のブルドーザーと13000人の労働者が投入された。
| テヘラン・メヘラーバード空港, 標高: 1190.8 mの気候 | テヘラン・メヘラーバード空港, 標高: 1190.8 mの気候 | テヘラン・メヘラーバード空港, 標高: 1190.8 mの気候 | テヘラン・メヘラーバード空港, 標高: 1190.8 mの気候 | テヘラン・メヘラーバード空港, 標高: 1190.8 mの気候 | テヘラン・メヘラーバード空港, 標高: 1190.8 mの気候 | テヘラン・メヘラーバード空港, 標高: 1190.8 mの気候 | テヘラン・メヘラーバード空港, 標高: 1190.8 mの気候 | テヘラン・メヘラーバード空港, 標高: 1190.8 mの気候 | テヘラン・メヘラーバード空港, 標高: 1190.8 mの気候 | テヘラン・メヘラーバード空港, 標高: 1190.8 mの気候 | テヘラン・メヘラーバード空港, 標高: 1190.8 mの気候 | テヘラン・メヘラーバード空港, 標高: 1190.8 mの気候 | テヘラン・メヘラーバード空港, 標高: 1190.8 mの気候 |
| 月                                                 | 1月                                                | 2月                                                | 3月                                                | 4月                                                | 5月                                                | 6月                                                | 7月                                                | 8月                                                | 9月                                                | 10月                                               | 11月                                               | 12月                                               | 年                                                 |
| -------------------------------------------------- | -------------------------------------------------- | -------------------------------------------------- | -------------------------------------------------- | -------------------------------------------------- | -------------------------------------------------- | -------------------------------------------------- | -------------------------------------------------- | -------------------------------------------------- | -------------------------------------------------- | -------------------------------------------------- | -------------------------------------------------- | -------------------------------------------------- | -------------------------------------------------- |
| 最高気温記録 °C （°F）                             | 19.6 (67.3)                                        | 23.0 (73.4)                                        | 28.0 (82.4)                                        | 32.4 (90.3)                                        | 37.0 (98.6)                                        | 41.0 (105.8)                                       | 43.0 (109.4)                                       | 42.0 (107.6)                                       | 38.0 (100.4)                                       | 33.4 (92.1)                                        | 26.0 (78.8)                                        | 21.0 (69.8)                                        | 43 (109.4)                                         |
| 平均最高気温 °C （°F）                             | 7.9 (46.2)                                         | 10.4 (50.7)                                        | 15.4 (59.7)                                        | 22.1 (71.8)                                        | 27.9 (82.2)                                        | 33.9 (93)                                          | 36.6 (97.9)                                        | 35.6 (96.1)                                        | 31.6 (88.9)                                        | 24.4 (75.9)                                        | 16.2 (61.2)                                        | 10.0 (50)                                          | 22.67 (72.8)                                       |
| 平均最低気温 °C （°F）                             | −0.4 (31.3)                                        | 1.2 (34.2)                                         | 5.4 (41.7)                                         | 11.2 (52.2)                                        | 16.1 (61)                                          | 20.9 (69.6)                                        | 23.9 (75)                                          | 23.3 (73.9)                                        | 19.3 (66.7)                                        | 13.3 (55.9)                                        | 6.7 (44.1)                                         | 1.7 (35.1)                                         | 11.88 (53.39)                                      |
| 最低気温記録 °C （°F）                             | −15.0 (5)                                          | −13.0 (8.6)                                        | −8.0 (17.6)                                        | −4.0 (24.8)                                        | 2.4 (36.3)                                         | 5.0 (41)                                           | 14.0 (57.2)                                        | 13.0 (55.4)                                        | 9.0 (48.2)                                         | 2.8 (37)                                           | −7.0 (19.4)                                        | −13.0 (8.6)                                        | −15 (5)                                            |
| 降水量 mm （inch）                                 | 34.6 (1.362)                                       | 32.2 (1.268)                                       | 40.8 (1.606)                                       | 30.7 (1.209)                                       | 15.4 (0.606)                                       | 3.0 (0.118)                                        | 2.3 (0.091)                                        | 1.8 (0.071)                                        | 1.1 (0.043)                                        | 10.9 (0.429)                                       | 26.0 (1.024)                                       | 34.0 (1.339)                                       | 232.8 (9.166)                                      |
| 平均降雨日数                                       | 9.1                                                | 8.4                                                | 10.9                                               | 10.7                                               | 8.8                                                | 3.0                                                | 2.1                                                | 1.3                                                | 1.0                                                | 5.2                                                | 7.1                                                | 8.8                                                | 76.4                                               |
| 平均降雪日数                                       | 5.1                                                | 2.9                                                | 1.1                                                | 0.1                                                | 0                                                  | 0                                                  | 0                                                  | 0                                                  | 0                                                  | 0                                                  | 0.4                                                | 2.7                                                | 12.3                                               |
| % 湿度                                             | 64                                                 | 56                                                 | 48                                                 | 41                                                 | 33                                                 | 25                                                 | 26                                                 | 26                                                 | 27                                                 | 36                                                 | 49                                                 | 62                                                 | 41.1                                               |
| 平均月間日照時間                                   | 173.6                                              | 182.8                                              | 205.5                                              | 222.8                                              | 289.5                                              | 345.1                                              | 349.5                                              | 340.3                                              | 304.0                                              | 256.1                                              | 194.9                                              | 166.1                                              | 3,030.2                                            |
| 出典：                                             |                                                    |                                                    |                                                    |                                                    |                                                    |                                                    |                                                    |                                                    |                                                    |                                                    |                                                    |                                                    |                                                    |

### 地域

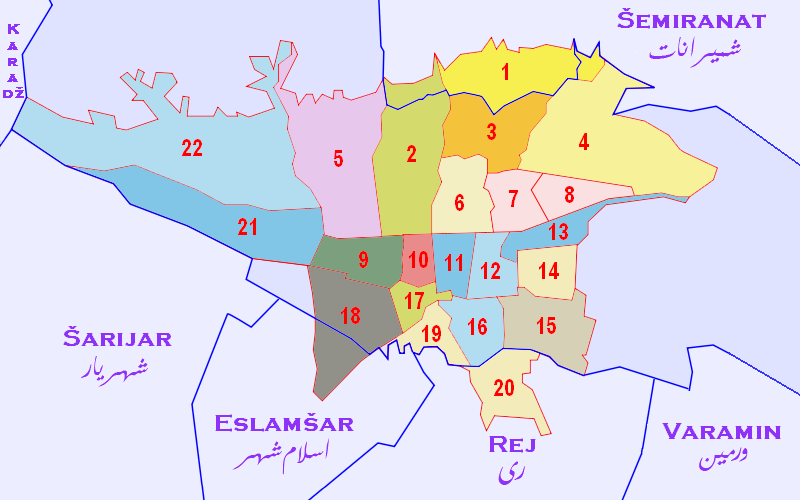
テヘラン市は22の区に分かれている。濃い水色はテヘラン郡域

テヘランはテヘラン州に属する。テヘラン州は13の郡（シャフレスターン）に分かれ、テヘラン市域の大部分はテヘラン郡に属するが、テヘラン郡とテヘラン市の区域は一致しない。即ち、テヘラン市は一部周辺郡にもまたがり、一方でテヘラン郡内でもテヘラン市に所属しない地域もある。テヘラン市は北をシェミーラーナート郡、東をテヘラン郡の他自治体、南をレイ郡、エスラームシャフル郡、西をシャフリヤール郡とキャラジ郡に接する。

#### 行政区
テヘラン市は22の区に分かれている。第1区の大部分と第2区の一部はシェミーラーナート郡に、第20区の全域はレイ郡に、第18区の一部はエスラームシャフル郡に属している。
テヘラン市の政治は21人の評議員からなるテヘラン市評議会が担当している。市長は評議会によって選出される。1908年から1920年までは内務大臣が、1920年から1988年まではテヘラン州知事が市長を任命していたが、1988年に現行の方式に改定された。任期は5年である。改定当初は改革派の市長が相次いで選出されていたが、2003年にイスラム主義の政治連合イラン・イスラーム同盟の支持を受けて保守強硬派のマフムード・アフマディーネジャードが市長に選出されると保守的な政策を相次いで打ち出すようになった。2005年にアフマディーネジャードが大統領選に出馬し当選すると、市評議会は新市長として大統領選で5位だったやはり保守派のモハンマド・バーゲル・ガーリーバーフ（ガリバフ）が市長に選出され、2017年までつとめた。2018年5月に市長に選ばれたモハンマドアリー・アフシャーニーは改革派
。

## 歴史

### 建設と発展

1857年のテヘランの地図。この時期はいまだ旧城壁のままである

- この町の起源ははっきりはしていないが発掘調査からは紀元前6000年の住居跡が見つかっている。
- 9世紀には南8kmにある近郊のレイ（ペルシア語: ری、転写: raj、Pronunciation: rā）がこの地域の首邑であり、テヘランには村があったものの何ら注目を浴びていなかった。
- 1220年、レイがモンゴル帝国に襲撃され徹底的に破壊されるとレイの人々はテヘランに避難し、この時から都市としてのテヘランの歴史が始まった。当時は「レイの人々のテヘラン」などといわれた。
- 14世紀、テヘランは名の知られた町になり、1404年、カスティーリャ王国のエンリケ3世がティムール帝国に派遣した大使であるルイ・ゴンサレス・デ・クラヴィホがサマルカンドに赴く途中にこの町に立ち寄った。これが西洋人がこの町に足を踏み入れた最初である。この時代までは町には城壁がなかった。17世紀にはサファヴィー朝の支配者たちの住居も作られた。
- 1553年から1554年にかけて、タフマースブ1世はバザールと城壁を作り、商業機能と防衛機能を強化されたテヘランは次第に大きな町となっていく。しかしアッバース1世がウズベクとの戦いに行くためにテヘランを通ったとき、王は病気となり、その後、王に嫌われた町となってしまった。
- 18世紀、ザンド朝のカリーム・ハーンはテヘランに宮殿とハーレムの建設を命じ、政府機関も移転する予定であったが、都は最終的にシーラーズになってしまう。

### ガージャール朝時代

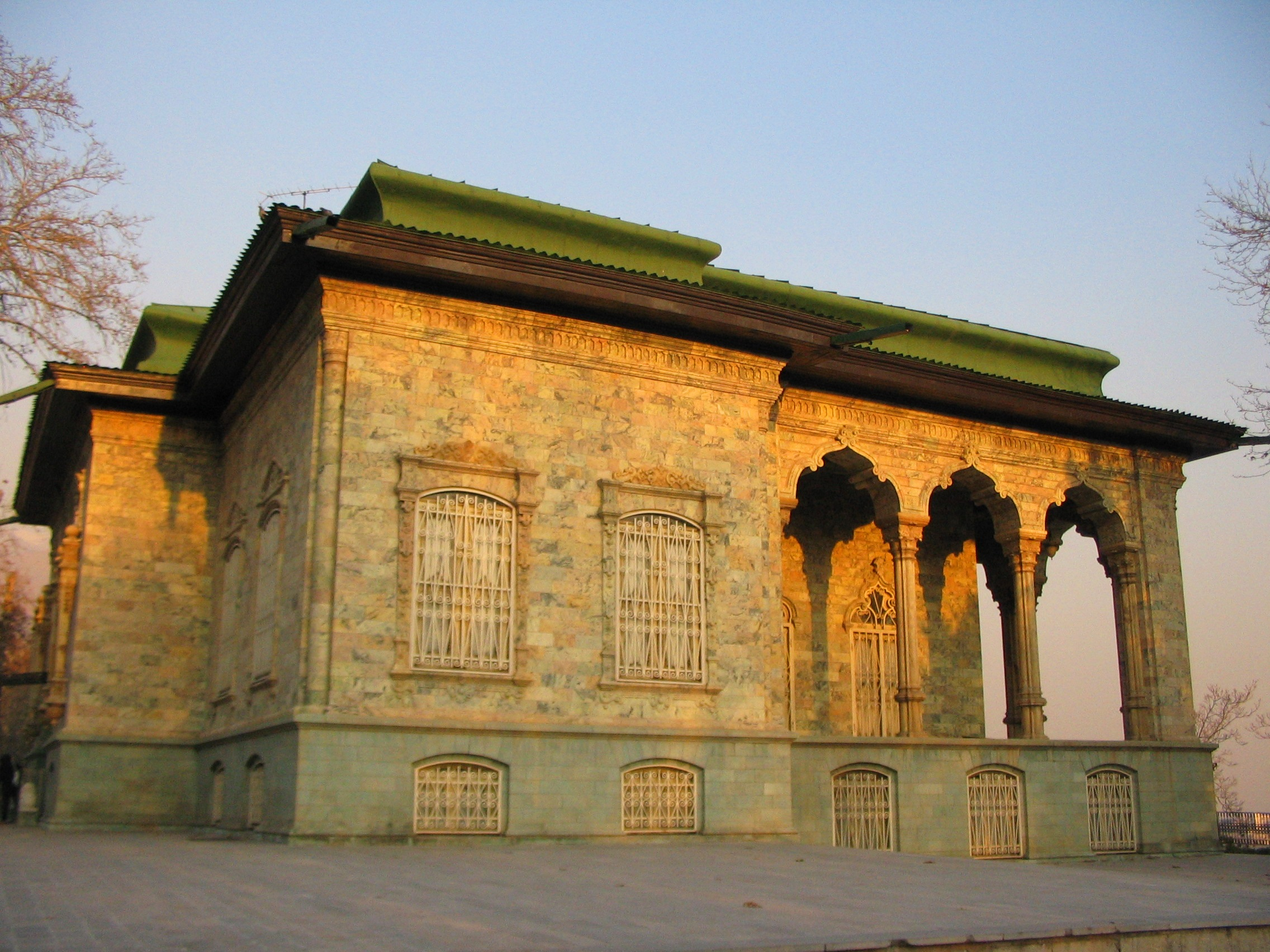
サアダーバード宮殿内の緑の宮殿。ガージャール朝時代に夏の離宮として建設された

- テヘランがイランの首都になったのは1795年、ガージャール朝のアーガー・モハンマド・シャーがこの地で戴冠したときである。彼はゴレスターン宮殿の造営を開始したものの、この時期にはまだ城壁はタフマースブ1世時代に建設されたものと全く同じ規模であった。この小規模な城壁では増大するテヘランの人口を収容しきることはできず、北部城外には富裕層の、南部城外には手工業者たちの居住地が建設されるようになっていた。ガージャール朝4代国王であるナーセロッディーン・シャーはこの状況を改善するため1869年より城壁の大拡張を行い、8角形で全長16km、12の門を持つ新たな城壁が1874年には完成した。旧城壁は撤去され、1889年にはその跡地に鉄道馬車の路線が敷設された。
- 1892年にはテヘランから南のレイまで鉄道が開通し、徐々に近代化が進んでいった。しかしガージャール朝の衰退とともにテヘランにも不穏な空気が漂うようになり、1905年には物価高騰からバザールの商人を中心とした抗議行動が起き、やがてテヘランから全国へと波及して1906年にイラン立憲革命が起こった。
- テヘランでは議会が開催されたが、内紛によって弱体化するのを見た国王モハンマド・アリー・シャーは軍事力で議会を解散させる。しかし立憲派のこもるタブリーズを陥落させることができず、逆に立憲派の反攻を招いてモハンマド・アリー・シャーは退位しロシア帝国へと亡命して、テヘランを奪回した立憲派はアフマド・シャーを即位させた。しかしイギリスとロシアの介入によって立憲革命は失敗に終わり、ガージャール朝は支配力を失った。これに対し、1921年にはレザー・シャーがテヘランでクーデターを起こして政権を奪取し、1925年には議会によって皇帝に推挙され、ここにパフラヴィー朝がはじまった。

### パフラヴィー朝時代

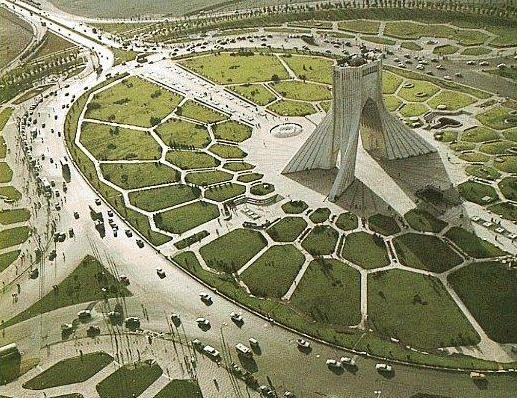
1971年に建設されたアーザーディー・タワーとアーザーディー広場

- イランでは王朝の交代とともに遷都が行われるのが常であったが、レザー・シャーは首都をテヘランのままにし、逆に大規模な改造を次々と行っていった。
- 1934年には城壁が撤去され、跡地には北のシャー・レザー通り（現在のエンゲラーブ通り）、東のシャバーズ通り、南のシューシュ通り、西のネザミ通りの4つの大通りが整備された。また、旧市街を貫通する直線の大通りを建設し、旧城壁の環状道路と直線道路の交点には円形の広場が設置された。旧城壁の南端、シューシュ通りの南側にテヘラン中央駅が建設されたのもこの時期のことである。現在のテヘランの基本構造はこの時期によって完成したため、現在のテヘランは「レザー・シャーの個人的創造物」ともいわれる[15]。

- 第二次世界大戦中、レザー・シャーは親ドイツの立場をとり、ナチス・ドイツに侵攻されているソヴィエト連邦への支援ルートとしてイラン縦貫鉄道を使用することを拒否したため、ソ連軍とイギリス軍によって1941年に イラン進駐が引き起こされ、レザー・シャーは退位。9月17日には両軍がテヘランに入城した。王位は息子のモハンマド・レザー・パフラヴィーが継いだ。1943年には連合国首脳がテヘランに集まり、テヘラン会談を行った。

- 戦後、モハンマド・レザー・パフラヴィーは父王の政策を受け継いで近代化を進めた。テヘランは首都として急成長を続けており、城壁の撤廃によって郊外への都市の成長も急速に進んだ。とくに、扇状地の北端はガージャール朝時代より避暑地として上流階級の別荘地となってきたが、都市の急成長とモータリゼーションの進行は、この地域を新興高級住宅地とし、さらにこの両区域を結ぶ地域も高級住宅街として発展していった。富裕層が住むシャー・レザー通りの北側には新たなビジネス中心が作られ、開発が進んだ。モハンマド・レザー・パフラヴィーも1971年にペルシャ帝国建国2500年祭記念事業としてシャーヤード・タワー（現アーザーディー・タワー）を市の西部に建設する[16]などモニュメントの建設を行い、テヘランの整備に努めた。

### イスラム共和国時代
- モハンマド・レザー・シャーの独裁と急進的な西欧化は市民の反発を買い、1979年にはイラン革命が起きて皇帝は失脚し、ルーホッラー・ホメイニー（ホメイニ師）による革命政権が誕生した。革命政権は、パフラヴィーに基づく通りや建物の名前を改名させたものの、都市開発の方向性自体はパフラヴィー時代を踏襲した。しかしシャーがアメリカ合衆国へと亡命したため両国間の緊張が高まり、1979年11月4日にはテヘランのアメリカ大使館を占拠してシャーの身柄引き渡しを求めるという、イランアメリカ大使館人質事件が起きた。これによって両国の関係は決定的に悪化した。
- イラン・イラク戦争ではスカッドの標的となり、度重なる空襲もあり甚大な被害を出した。同時にテヘランには難民が集まり、混乱をきたした。
- イラン・イラク戦争当時はソ連式の集合住宅が無計画に作られ、テヘランはさらに歴史的建造物を失った。現在では50階を越えるアパートなど超高層建築のビルが増えている。
- 2007年には高さ435mの新しいランドマーク・ボルジェ・ミーラードも完成した。反米強硬派で交渉する事すら不可能であるとされたアフマディネジャド元大統領が任期満了で退任した事がきっかけとなり、新大統領に選ばれたロウハニ大統領は対米穏健派とされており、これをもって2016年からアメリカ合衆国との外交対話関係が回復し、国民の多くはインターネットで動画サイトを楽しむ状況となっており、世論として冷戦初期革命前には、欧米風ジーンズを履く若者が多かった程世俗的であった首都テヘランは、急速に親欧米国家に戻りつつあるといわれていた。
- 2025年6月、イスラエルからの爆撃を受け、市内のイスラム革命防衛隊本部や国営テレビ局のスタジオなどが被害を受けた[17][18][19]。

## 大気汚染
現在テヘランで最も深刻な環境問題は大気汚染である。これは、テヘランの成長によって自動車が急増したことに加え、もともと内陸の盆地にあり、北をアルボルズ山脈に遮られたテヘランでは空気が淀みやすいことが原因となっている。テヘランはスモッグに覆われることが多くなり、2006年には一日当たり約27人が大気汚染のために死亡しているとの推計もある.。地元当局によると、2007年には1ヶ月に3600人が大気汚染のために死亡しているとしている.。2013年1月6日には、保健衛生当局が2012年の1年間で4460人が大気汚染が原因で死亡したとする報告書を発表した。大気汚染の80%は自動車によるものであり、残りの20%は産業活動によるものである。

## 経済

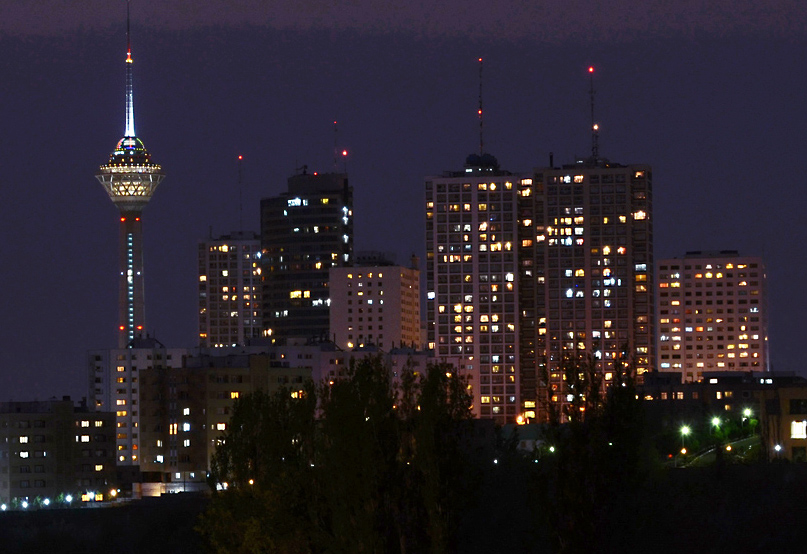
テヘランのスカイライン

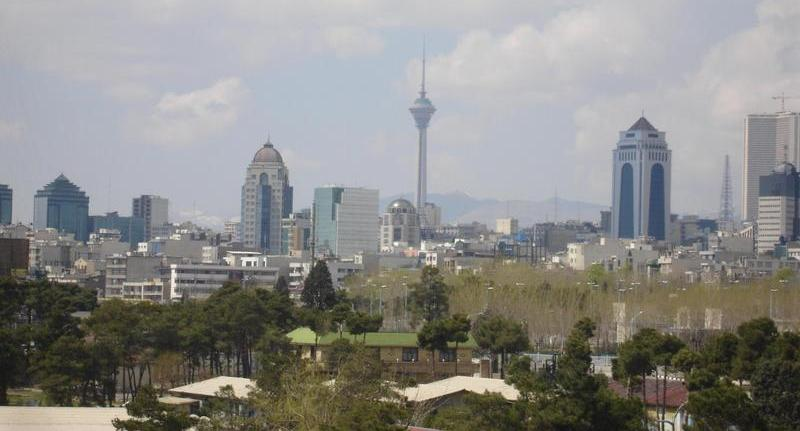
テヘラン市街

テヘランはイラン経済の中心である。イランの公的部門の労働者の30%はテヘランに集まっており、大企業も45%がテヘランに集中している。テヘランの労働者のほぼ半分は政府関係の職に就いている。残りの労働者のほとんどは、商店主、工場労働者、交通労働者である。イラン国内産業の半分以上がテヘランに基盤をおいている。
主な産業は、自動車製造、電子機器および部品製造、武器製造、繊維、砂糖、セメント、化学など。またカーペット製造と家具製造も盛んである。テヘラン南郊のレイには石油精製所が位置する。
また、テヘランはイランの主要な観光地の1つであり、この都市には数多くの有名な観光名所が存在する。
かつてイラン国内の商品流通のほとんどはテヘラン旧市街のバザールが握っていた。現在ではその影響力は縮小傾向にあるものの、いまだ卸売業を中心に大きな影響力を持っている。
トルコ、イラン、パキスタンなど中東および中央アジアの非アラブ・イスラム諸国10か国から構成される経済協力機構は、テヘランに本部を置いている。
プライスウォーターハウスクーパースの公表した調査によると、テヘランの2008年の都市GDPは1270億ドルであり、世界第47位である。

## 対外関係

### 姉妹都市･提携都市
- ロサンゼルス、アメリカ合衆国
- イスタンブール、トルコ
- モスクワ、ロシア[28]
- ソウル、大韓民国[29]
- 北京、中華人民共和国[30]
- カラカス、ベネズエラ
- ロンドン、イギリス[31]
- プレトリア、南アフリカ共和国[32]
- マニラ、フィリピン[33]
- ミンスク、ベラルーシ[34]
- ハバナ、キューバ[35]
- ドバイ、アラブ首長国連邦[36]
- ドゥシャンベ、タジキスタン[37]

- アンカラ、トルコ[38]

## 交通

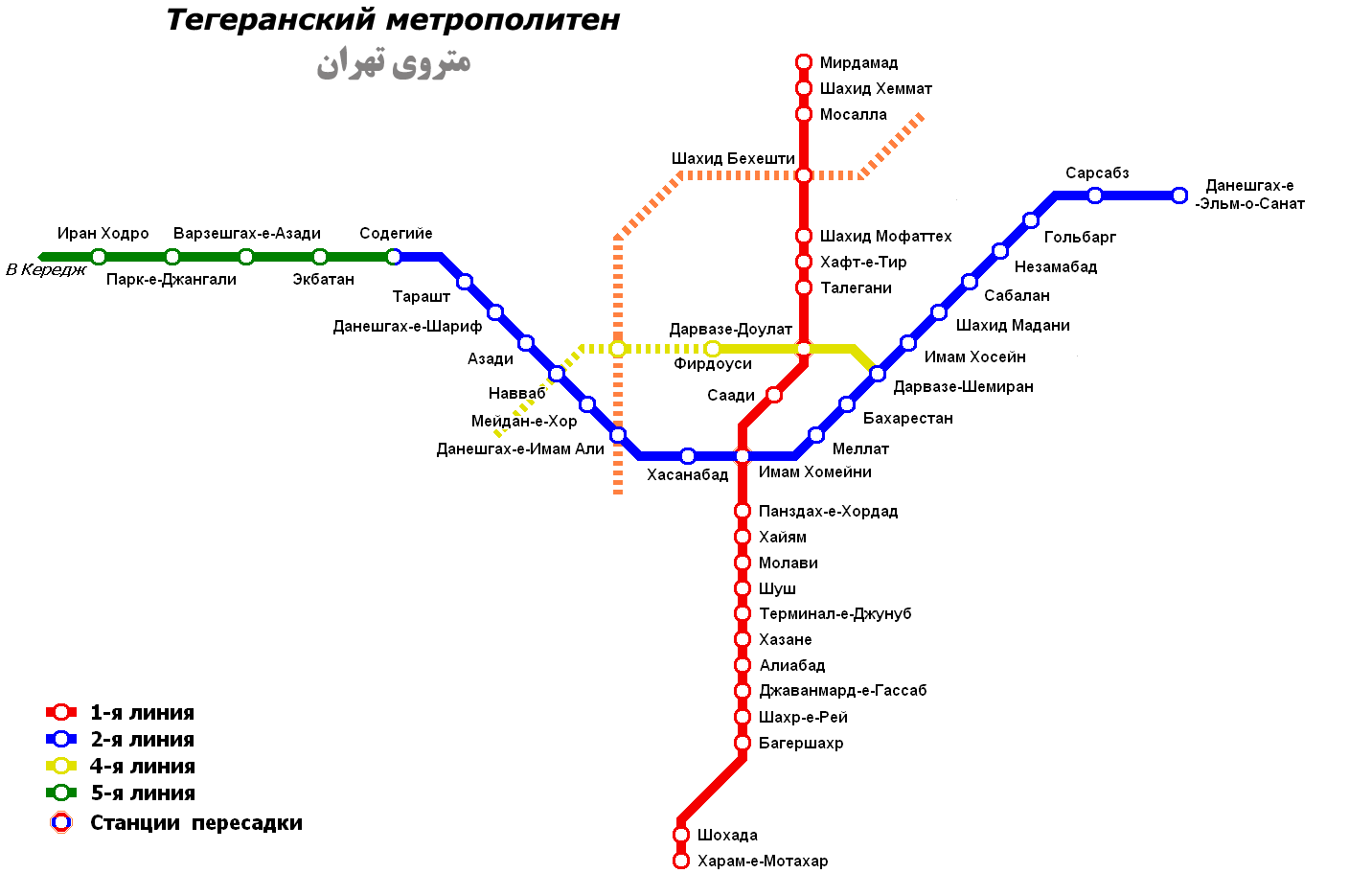
テヘラン地下鉄路線図

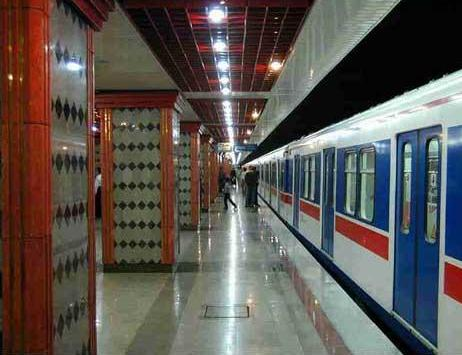
地下鉄

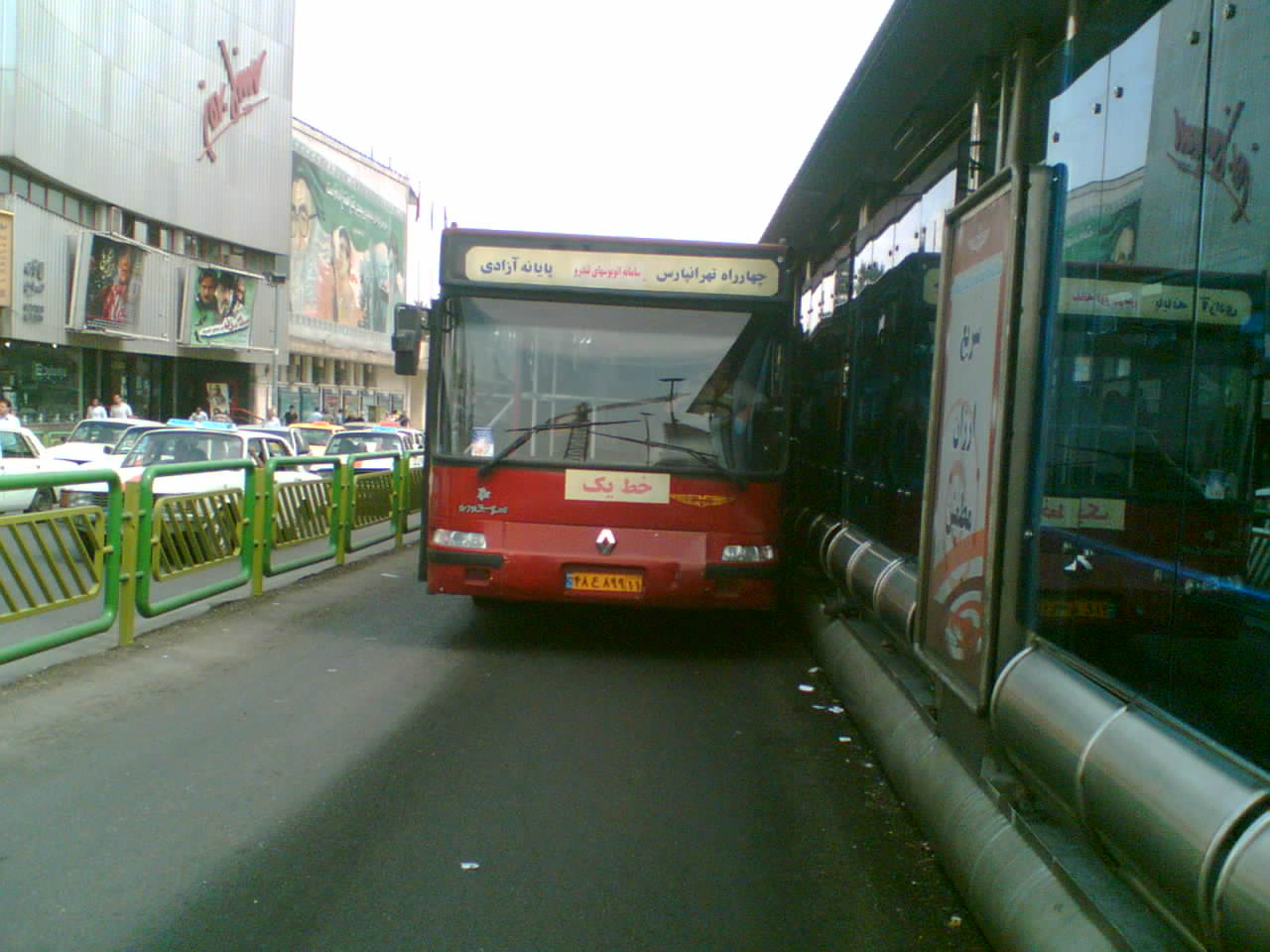
テヘランBRT

### 空港
テヘランには市の西部にあるメヘラーバード国際空港と、市の南50kmにあるエマーム・ホメイニー国際空港の二つの主要空港がある。以前のメイン空港はメヘラーバード国際空港であったが、周辺が市街地化し拡張が難しくなったうえ手狭になったことから、2004年にエマーム・ホメイニー国際空港が開港した。以後、段階的に移転が進められ、2007年にはサウジアラビアへの巡礼（ハッジとウムラ）便以外のほとんどの国際線がエマーム・ホメイニー空港へと移転された。以後、メイン空港はエマーム・ホメイニー国際空港となり、メヘラーバード国際空港は巡礼線以外はすべて国内線の発着となった。メヘラーバード国際空港はイラン空軍の基地も兼ねている。また、メヘラーバード国際空港にはイランのフラッグキャリアであるイラン航空や、アーリヤー航空の本部がある。このほかの空港として、テヘラン駅の南側にあるカレフ・モレギ空港と、中心部のすぐ東にあるドウシャン・タッペ空港がある。

### 鉄道

#### 国鉄
テヘラン旧市街の南端にあるテヘラン駅からはヨーロッパ方面も含めて24時間列車が運行されている。テヘランはイラン国内のほぼすべての主要鉄道路線の起点となっており、イラン縦貫鉄道もテヘランを通過する。これらの鉄道網はイラン・イスラーム共和国鉄道によって運行されており、その子会社であるラジャー旅客鉄道がテヘラン近郊および長距離の旅客輸送を担当している。

#### 地下鉄
テヘラン・メトロは郊外線である5号線が1999年に中華人民共和国の中国北方工業公司によって建設され、2000年には5号線の接点であるサーテギーイェから町の中心部であるイマーム・ホメイニー駅までの2号線西半部が最初の地下鉄線として開通。2001年には南北を走る1号線の一部が開通し、2012年には3号線が開通した。2015年現在では5路線（1号線、2号線、3号線、4号線、5号線）あり中近東有数の路線網となっている。さらに、2路線（6号線、7号線）が建設中、1路線（8号線）が計画中であり、全部で8路線となる計画である。全7両編成であり、うち2両は女性専用車両となっている。

### バス
市長の肝いりで、2008年からBRTと呼ばれる道路上にバス専用のレーンが作られ、そこにバスが運行されている。バス専用レーンはフェンスで囲われているため一般の車両は全く進入できず、バスだけが道路上を高速で走行する。現在は3路線で、バス停は60ヶ所ある。
アジア初であったトロリーバスも健在である。

## 教育

### 大学
テヘランには、イランで最も古く、西アジアでも有数の歴史を誇る大学であるテヘラン大学をはじめ、多くの大学が存在する。

## スポーツ

### サッカー
テヘランで最も人気のあるスポーツはサッカーであり、市内には多数のプロサッカークラブが存在する。ペルシアン・ガルフ・プロリーグに所属しているクラブとしては、エステグラルFC、ペルセポリスFC、ペイカーンFC、ナフト・テヘランFC、ラーフ・アーハンFCの5つである。中でも古い歴史があり実力もあるエステグラルFCとペルセポリスFCの直接対決は「テヘラン・ダービー」と呼ばれ、多くの観客が押し寄せる。
テヘランのメインスタジアムは収容人員が90,000人を越えるアザディ・スタジアムであり、エステグラルFCやペルセポリスFCの両チームがホームスタジアムとしている。この他にも、ラーフ・アーハンFCが本拠を置くラーフ・アーハン・スタジアムや、その隣にありナフト・テヘランFCが本拠を置くシャヒード・ダストゲルディ・スタジアムなども存在する。

### バレーボール
男子バレーボールの強豪チームであるペイカン・テヘランVCも、テヘランに本拠を置くチームである。イラン・バレーボール・スーパーリーグに属している。

## 施設
テヘランから車で10分のところには、標高3800mから滑り降りるスキーリゾートのトチャルを初め、ディジン、シェムシャークなどスキー場が多い。

### 関連画像

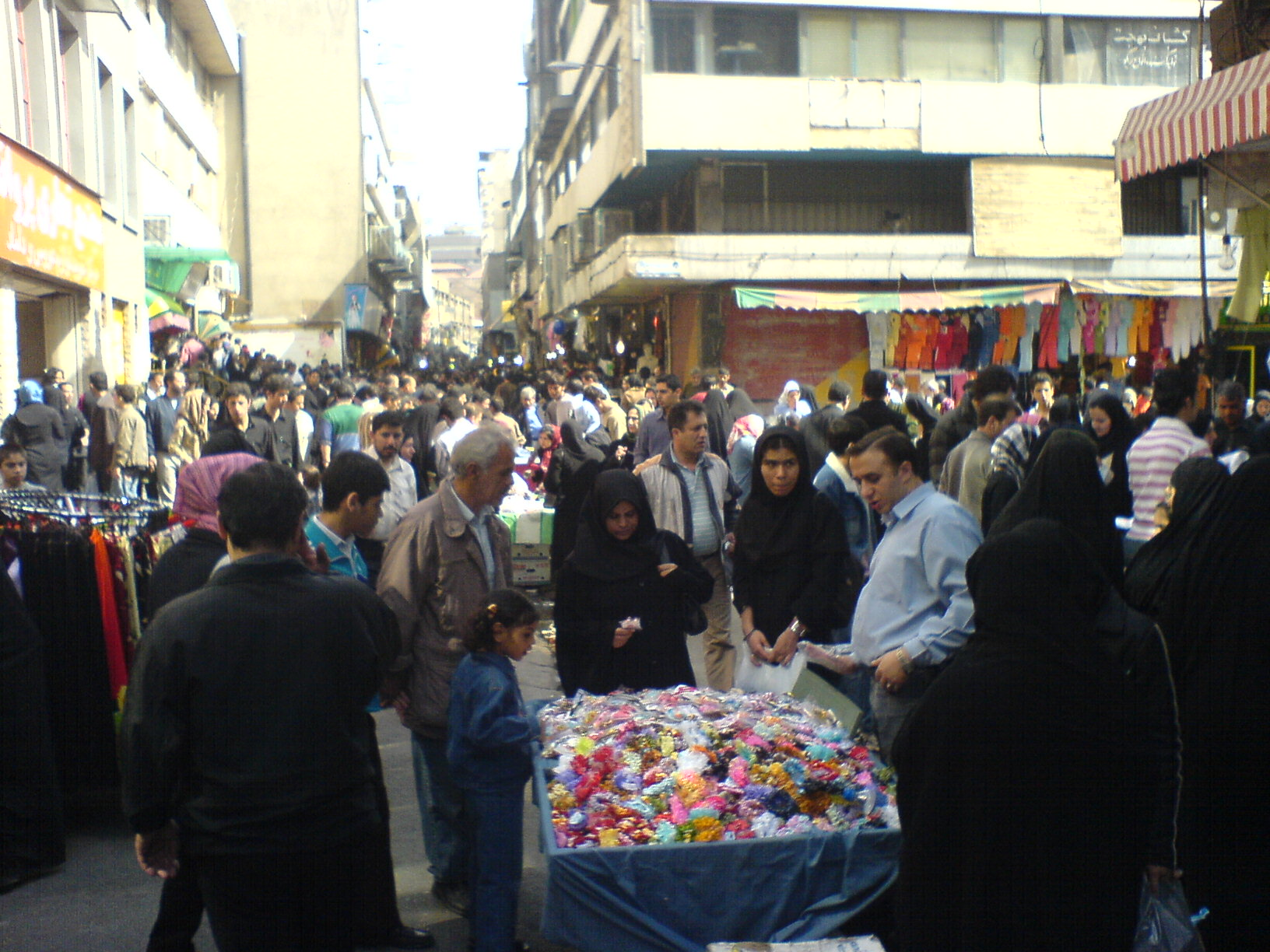
ベルリンアベニュー
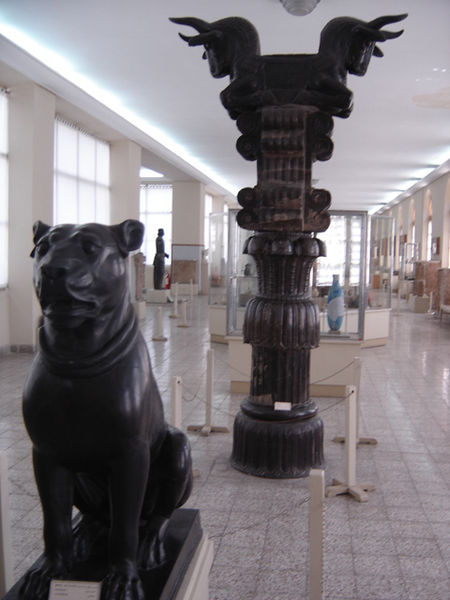
イラン国立博物館
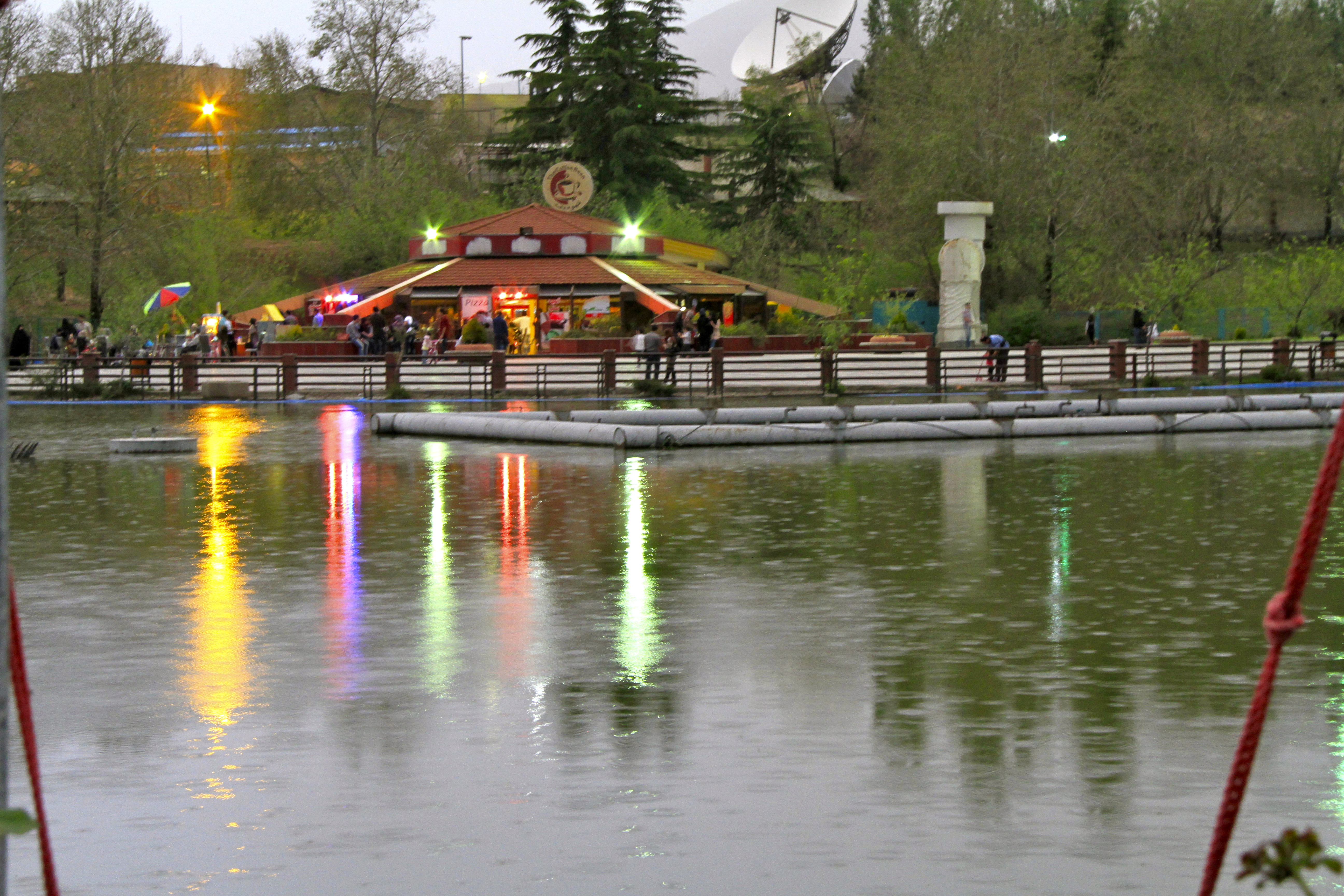
テヘラン市立劇場
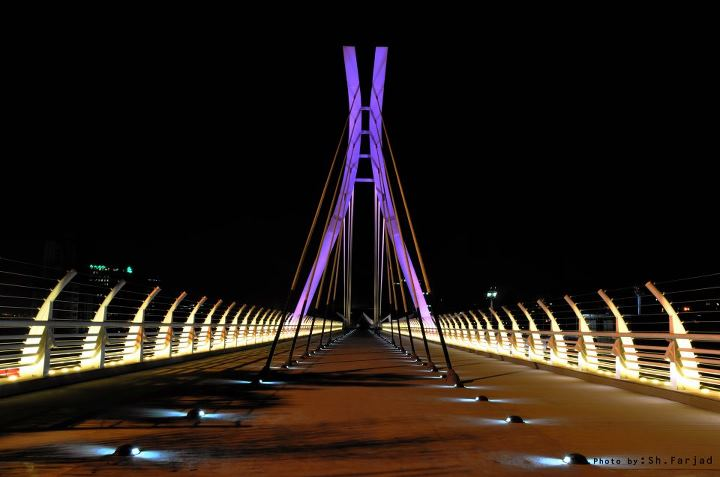
ノウルーズ公園から見たAbrisham橋
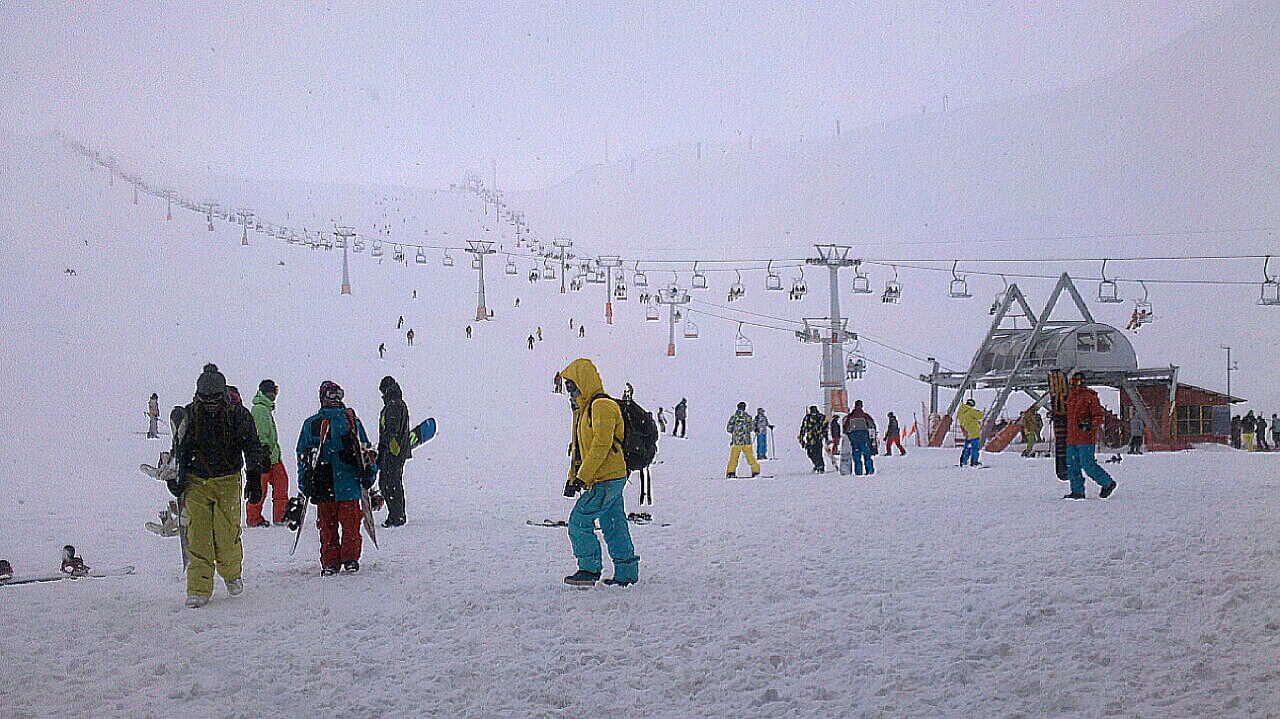
トチャルスキー場
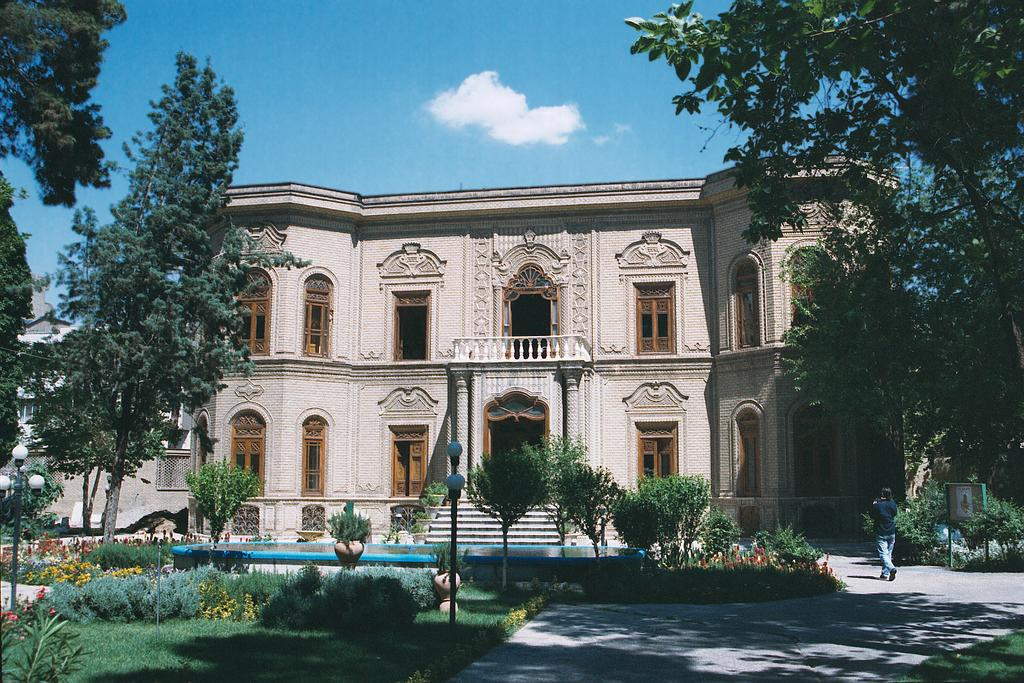
ガラス器・陶器博物館
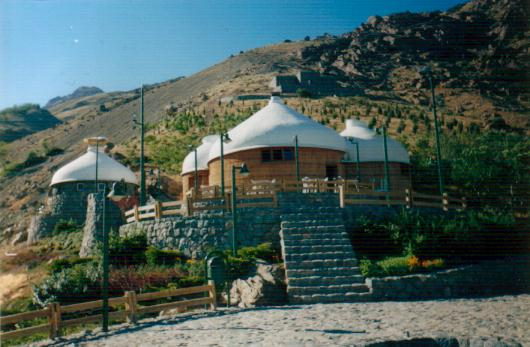
Jamshidieh山公園
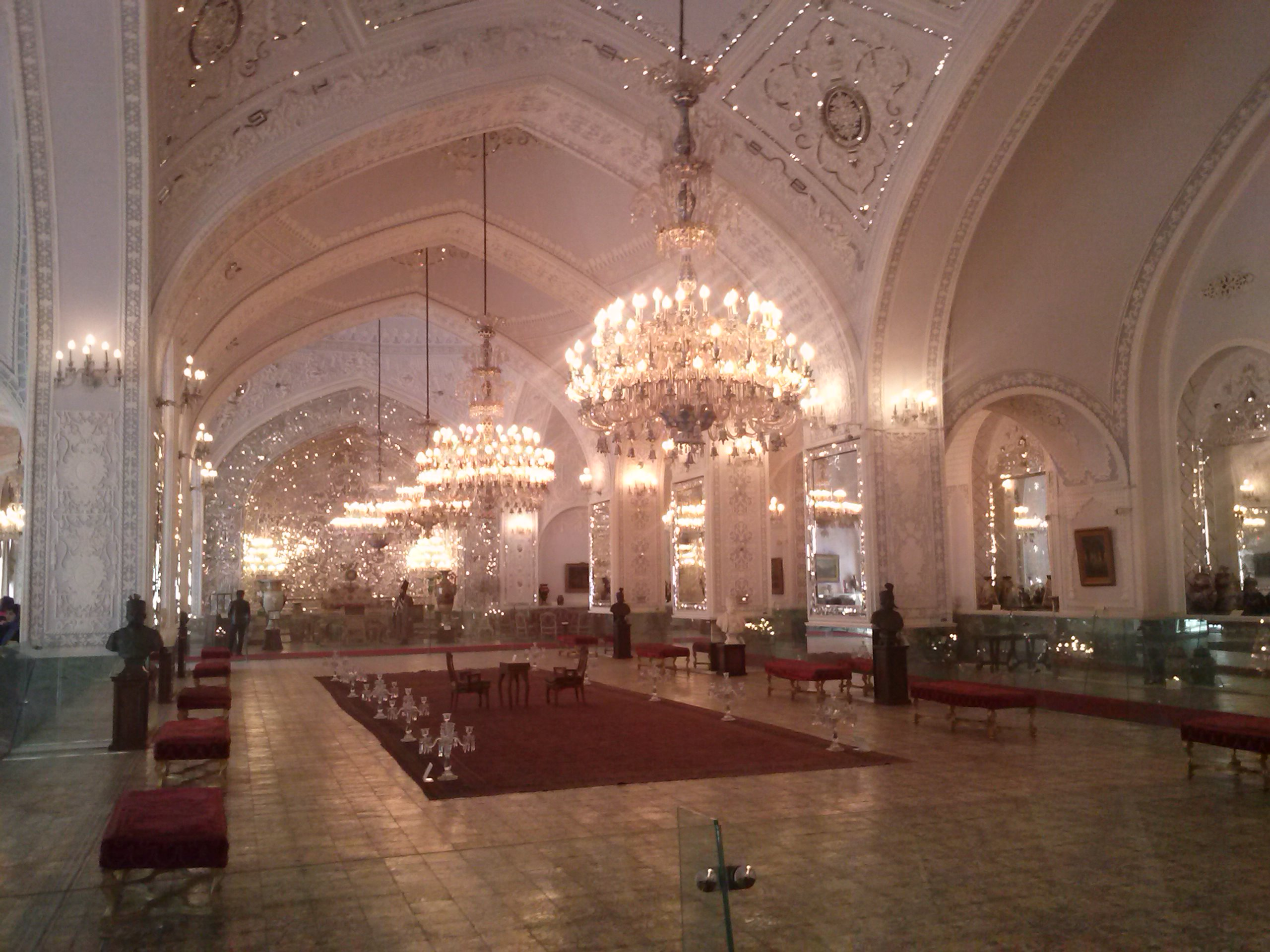
ゴレスターン宮殿のサラムホール
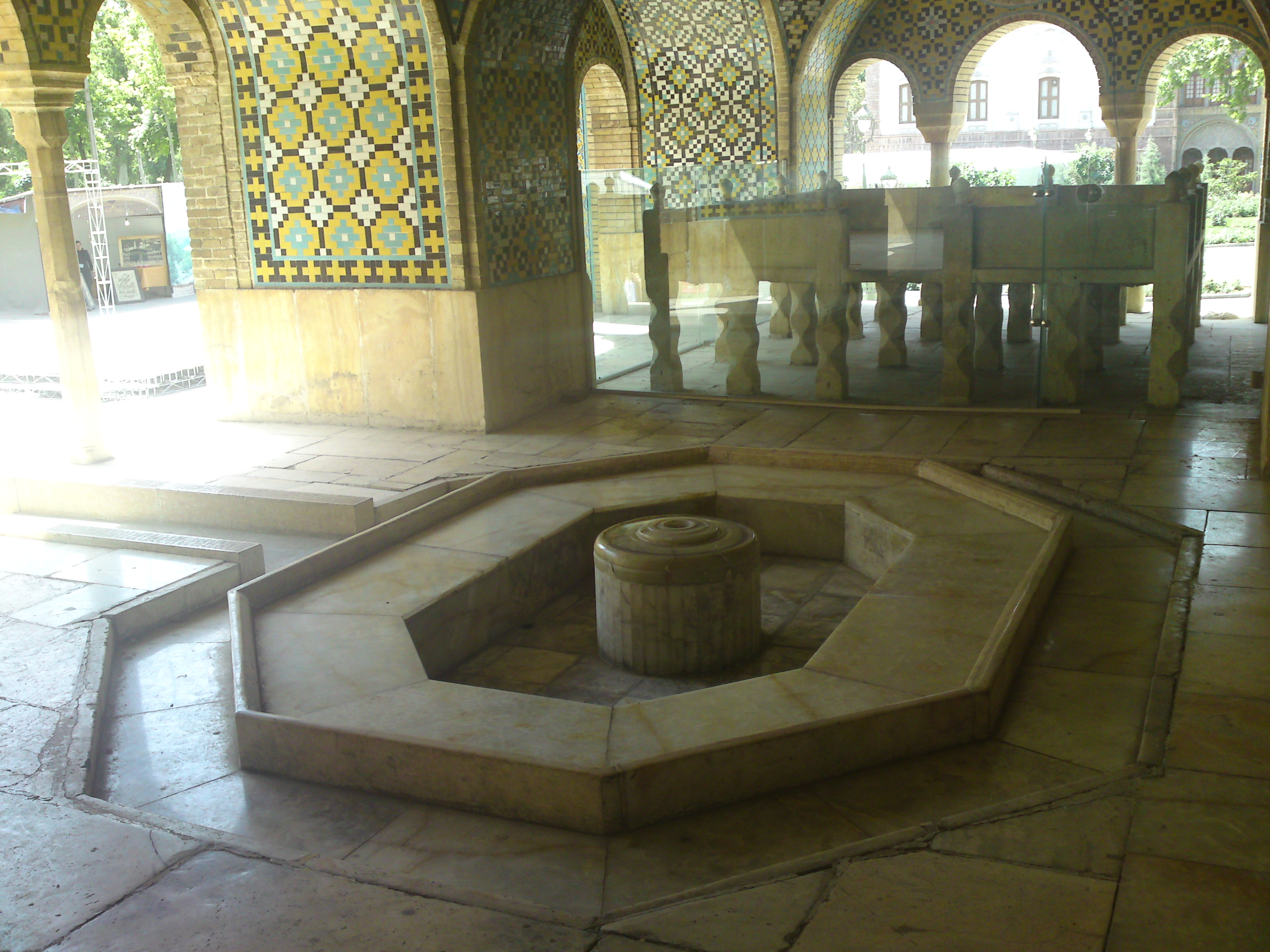
ゴレスターン宮殿
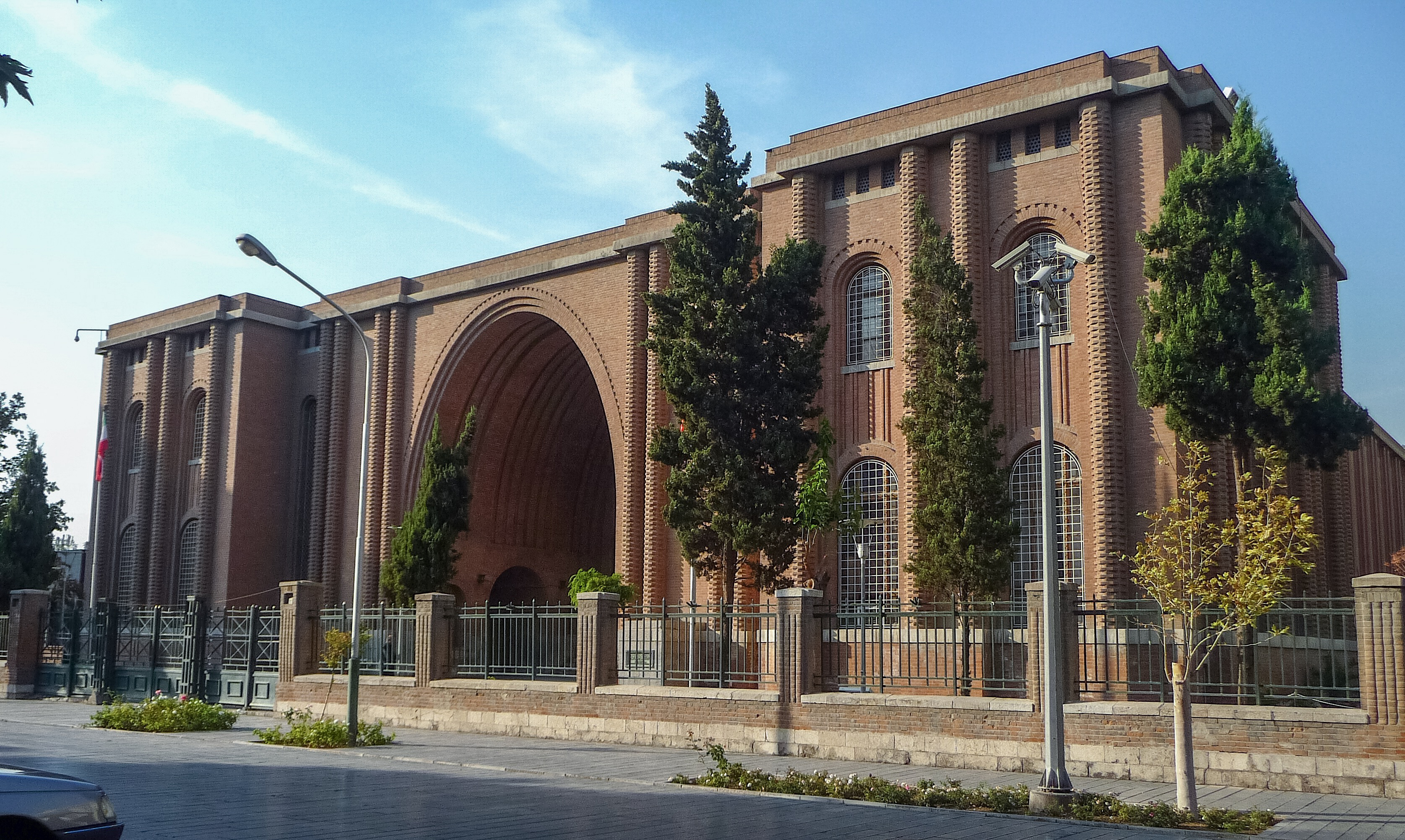
イラン国立博物館
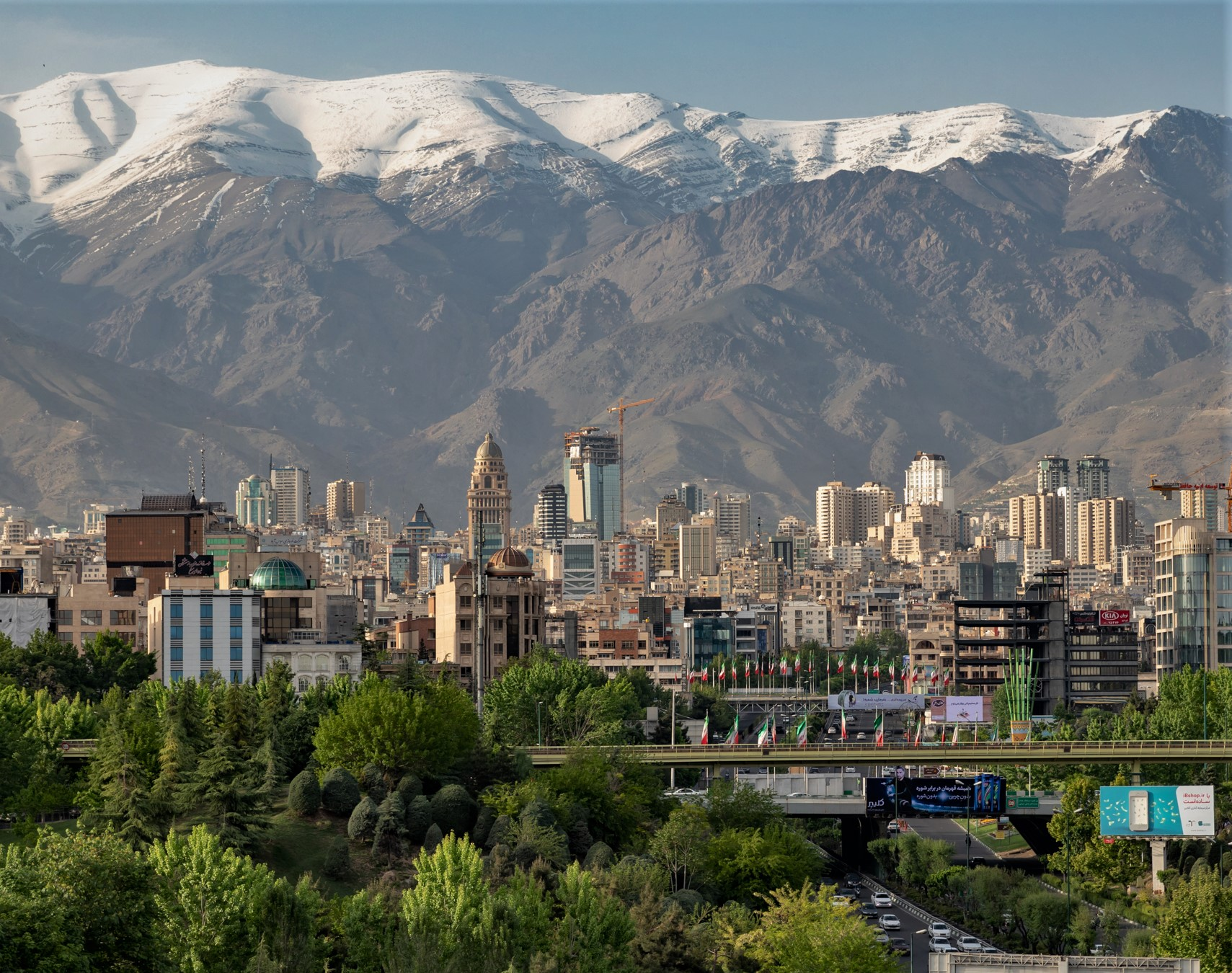
テヘラン市街地1
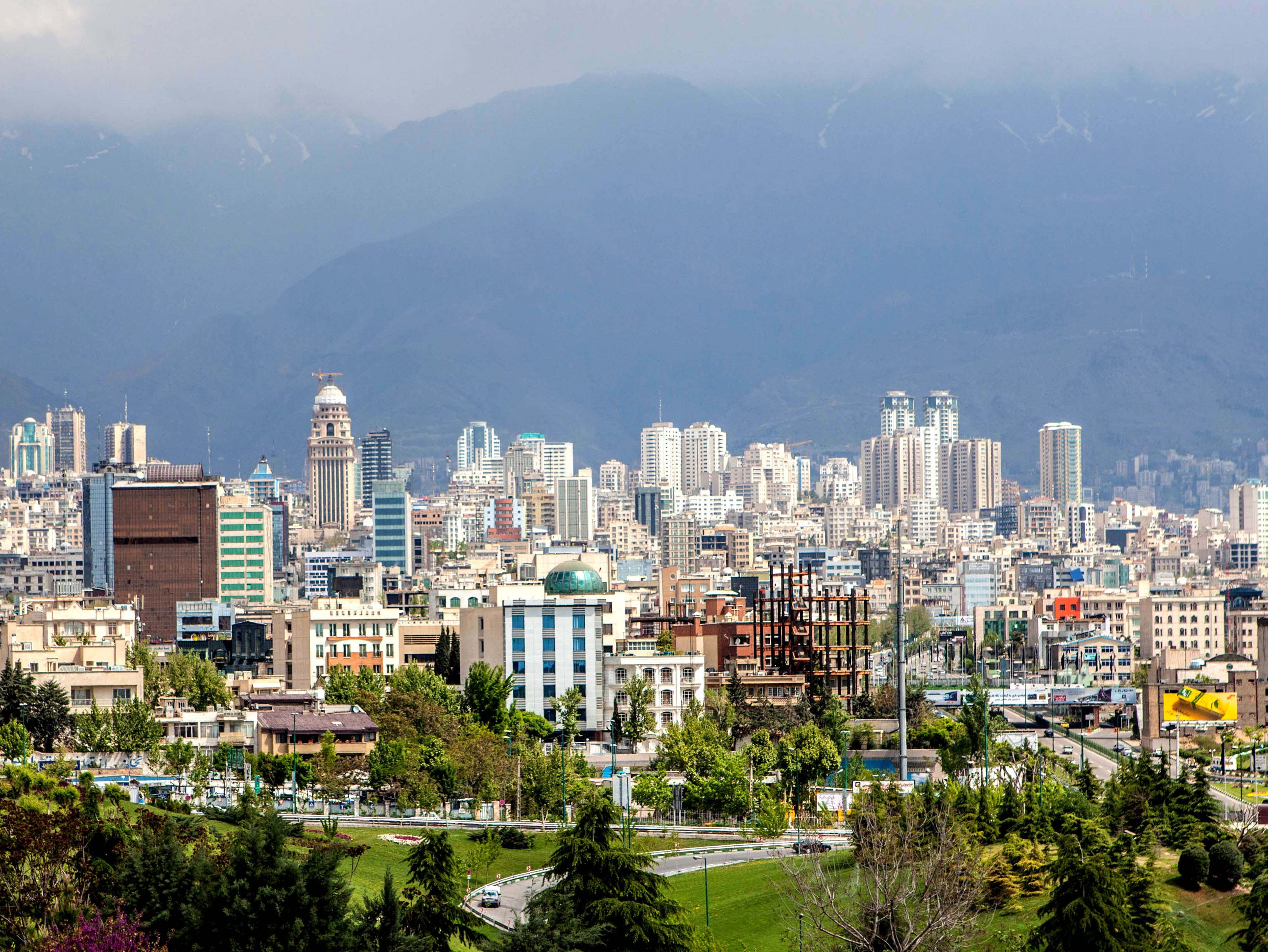
テヘラン市街地2
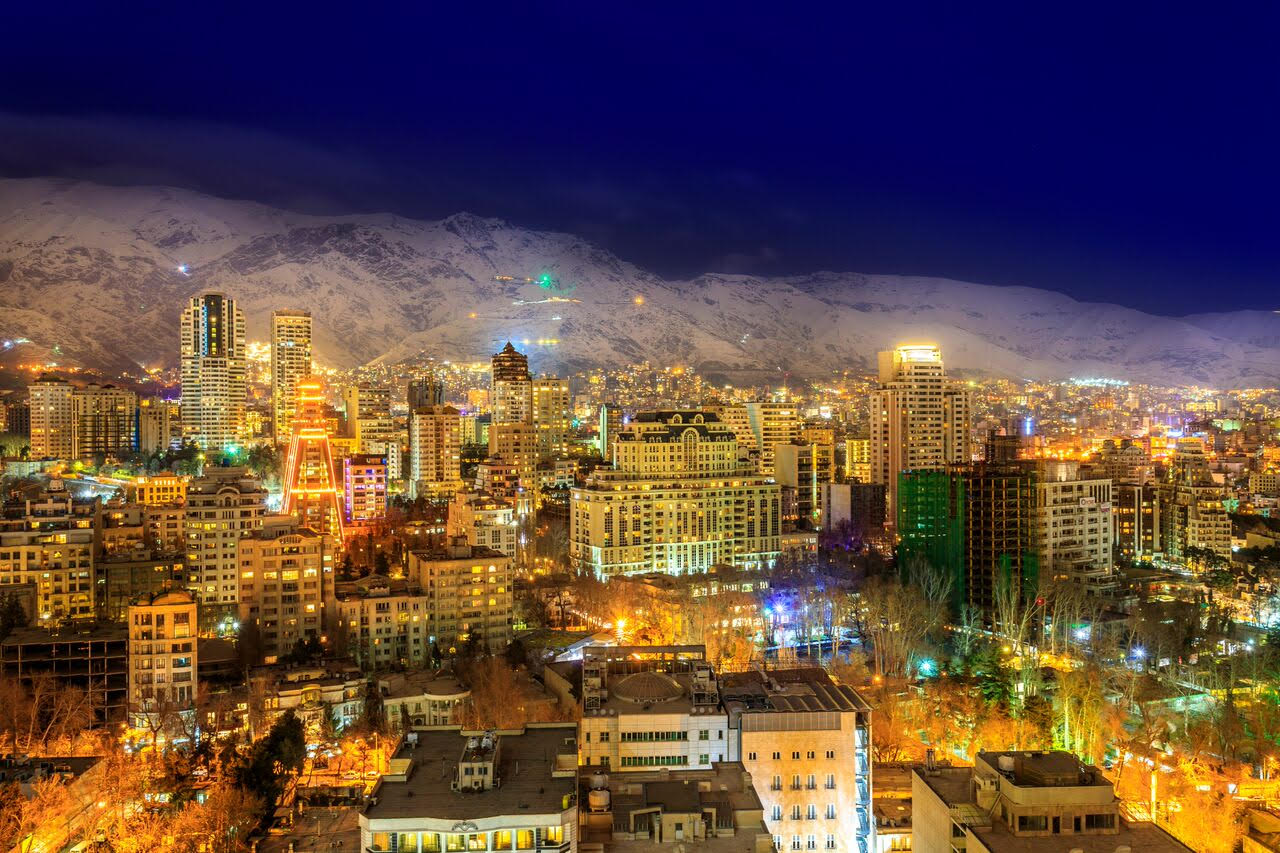
テヘラン市街の夜景